# One Tribe
One Tribe (Una Tribu) es una melodía tranquila de Black Eyed Peas, que combina los géneros pop y R&B. Esta canción tiene como tema central la unión de toda la gente del planeta. Y una vez más los peas se apoyan en la tecnología AutoTune. Además de que el grupo utilizó este tema para ayudar a los damnificados del terremoto de Japón. Fue la canción número 17 y el álbum fue llamado Songs For Japan, el cual fue lanzado a la venta por medio de iTunes a un precio de 9.99 euros.
Esta canción significa que la sociedad tiene que empezar a actuar como "una tribu", más allá de nuestras diferencias y no preocuparse por cosas como "el color de los ojos o el tono de la piel; no me importa dónde usted está no me importa dónde has estado" y que no hay que luchar ni tener miedo; sí "temen a mi hermano y hermana " y que debe olvidarse de todo el mal de este mundo  y de todo el mal, con el que te alimentan". También dicen que "yo no quiero sonar como un predicador" por lo que en un sentido, están diciendo que tenemos que ser realistas, pero todavía somos uno. "Somos una tribu, un pueblo"

## Composición
One Tribe recuerda al hip-hop melódico que se escucha en ‘Elephunk’. Una vez más, los Peas nos hacen un llamado a la paz, al frenar todas las guerras que hay en el mundo queriendo unirnos de manera metafórica, como Una Tribu, y de la manera literal deseando que se vuelva a formar la Pangea. Además contiene la misma temática que Where is the love?.

## Repartición de Voces
Con la ya mencionada tecnología Auto-Tune los Peas nos interpretan esta canción de la siguiente manera:
Will.I.Am = Verso 1, Verso 2, Coro
Fergie = Coro, Voz de Fondo 
Taboo = Puente
Apl.de.Ap = Verso 3